# Međimurje (cheval)
Muraközi
Pour les articles homonymes, voir Međimurje.
Le Međimurje, également connu sous les noms de Muraközi ló en hongrois, Murinsulaner en allemand et Međimurski konj en croate, est une race de chevaux de trait issue de croisements entre des chevaux croate et des Ardennais, Percherons et Noriker. Il est très répandu au milieu du XXe siècle, époque où ces chevaux se répartissent entre l'Autriche, la Croatie, la Hongrie et la Slovénie. La motorisation de l'agriculture met la race en péril et réduit son aire d’extension à la seule région du Međimurje en Croatie. Ce cheval de trait possède un bon tempérament et une bonne habileté au travail. Il est désormais en danger critique d'extinction.

## Histoire
La race est développée pour le trait lourd au début du XXe siècle, afin de travailler sur les fermes de la région Međimurje (région du confluent des rivières Mur et Drave). La souche de base est composée de juments hongroises. Elle est croisée avec des ardennais, Percherons, Noriker, et quelques étalons hongrois. Les effectifs de la race sont décimés par la Seconde Guerre mondiale. On fait appel à des chevaux ardennais pour reconstituer le cheptel.  
Le Međimurje devient très populaire auprès des fermiers, en particulier durant l'entre-deux-guerres, constituant un cinquième des chevaux de Hongrie dans les années 1920.

## Description

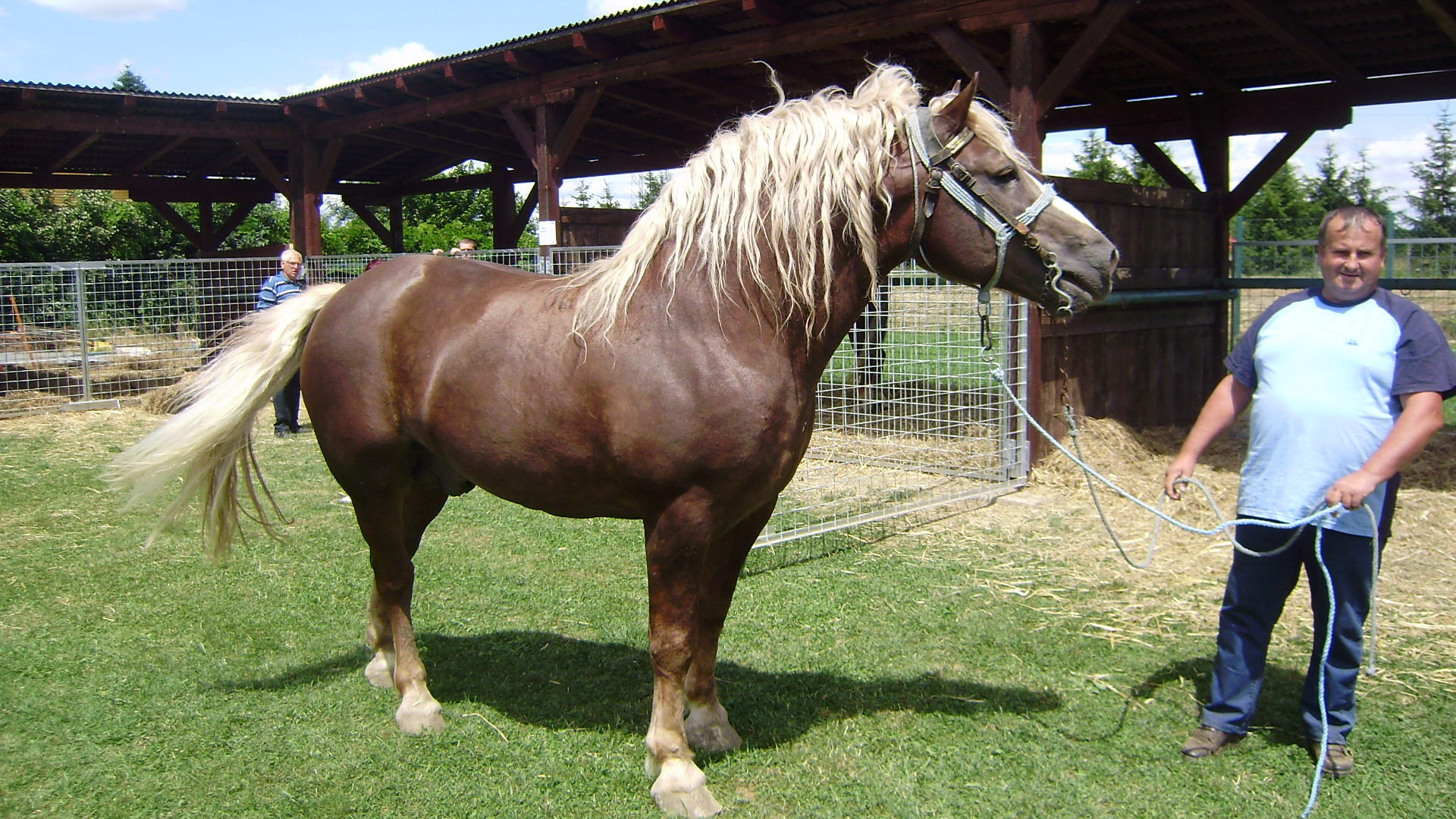
Présentation en main

Il est élevé en deux variétés, une plus grande et plus massive qui est utilisé principalement pour les travaux de traction, et une plus petite, plus légère, d'un type qui convient pour la selle ainsi que l'utilisation agricole. Leur conformation compacte et puissante leur fournit une grande force et de la robustesse.
La race peut présenter une robe alezan, bai, noir ou gris. Ce cheval a une grosse tête, dont le profil tend à être convexe. L'encolure est courte et musclée, le garrot large, le dos court et puissant. La poitrine est large et profonde. Les jambes sont courtes, mais puissantes, avec une bonne ossature.
Le Međimurje est connu pour sa capacité à survivre avec des quantités relativement faibles de nourriture. La race est capable de commencer à travailler plus tôt que la plupart des autres chevaux de trait.

### Génétique
Malgré une population très réduite, le Međimurje dispose d'une bonne diversité génétique, d'après une étude croate publiée dans la revue des sciences animales tchèque en 2009. Il partage cinq haplogroupes avec le trait de Croatie, ce qui s'explique par l'histoire commune des deux races.

## Diffusion de l'élevage
La race, conservée en particulier au haras de Međimurje, est en danger critique d'extinction. Par ailleurs, l'ouvrage Equine Science (4e édition de 2012) le classe parmi les races de chevaux de trait peu connues au niveau international.